# Béla Zsitnik (Ruderer, 1924)
Béla Zsitnik (* 17. Dezember 1924 in Győr, Königreich Ungarn; † 12. Januar 2019 in Budapest) war ein ungarischer Ruderer, der 1947 Europameister war und 1948 eine olympische Bronzemedaille gewann.

## Sportliche Karriere
Bei den ersten Europameisterschaften nach dem Zweiten Weltkrieg 1947 in Luzern siegten im Zweier mit Steuermann Antal Szendey und Béla Zsitnik mit Steuermann Szaniszlo Latinovits vor den Booten aus Italien und aus Dänemark. Im Jahr darauf traten Szendey und Zsitnik bei den Olympischen Spielen 1948 in London mit ihrem neuen Steuermann Róbert Zimonyi an. Im zweiten Vorlauf belegten die Ungarn den dritten Platz hinter den Italienern und den Dänen, gewannen aber dann ihren Hoffnungslauf und das Halbfinale. Im Finale trafen wieder die Boote aus dem zweiten Vorlauf aufeinander. Die Dänen siegten mit zwölf Sekunden Vorsprung vor den Italienern, die Ungarn lagen als Drittplatzierte dreizehn Sekunden hinter den Italienern.
Béla Zsitnik nahm 1952 mit dem ungarischen Achter an den Olympischen Spielen in Helsinki teil. Nachdem die Ungarn im Vorlauf den zweiten Platz hinter dem sowjetischen Achter belegt hatten, schieden sie im als Dritte im Halbfinale aus. Acht Jahre später nahm er auch an den Olympischen Spielen in Rom teil. Dort belegte er mit dem Vierer ohne Steuermann den vierten Platz im Vorlauf und schied als Zweiter im Hoffnungslauf aus.
Béla Zsitniks Sohn Béla Zsitnik jr. nahm als Ruderer an den Olympischen Spielen 1972 teil und belegte den siebten Platz mit dem ungarischen Achter.